# Kłobucznik
Kłobucznik (niem. Hutberg), także Łysa Góra (nazwa oboczna) – wzniesienie o wysokości 364 m n.p.m., znajdujące się w zachodniej części Wzgórz Niemczańsko-Strzelińskich, na Wzgórzach Bielawskich.
Leży we wschodniej części Bielawy. Na jego szczycie znajduje się betonowy słup. Roztacza się stąd panorama miasta z widokiem na Góry Sowie.
Podnóże wzgórza tworzy wyrobisko gnejsów na stoku zachodnim, stanowisko roślin kserotermicznych na zboczu południowo-zachodnim oraz szczyt wzgórza, na którym znajduje się miejsce obserwacji różnych form terenu.

## Nazwa
Do 1945 roku wzniesienie nosiło niemiecką nazwę Hutberg, oznaczającą górę kapeluszową.
Zarządzenie nr 70 Prezesa Rady Ministrów z dnia 30 marca 1954 w sprawie przywrócenia i ustalenia urzędowych nazw obiektów fizjograficznych Dolnego i Górnego Śląska, określiło nazwę wzniesienia jako Kłobucznik. Wywodzi się ona od słowa „kłobuk”, będącym staropolskim określeniem kapelusza i nawiązuje jednocześnie do przedwojennej nazwy wzniesienia.
Nazwa Kłobucznik jako oficjalna figuruje w Państwowym Rejestrze Nazw Geograficznych.
Po II wojnie światowej zaczęto także używać polskiej nazwy Łysa Góra oraz pochodzących od niej potocznych nazw: Łysina, Łysaja, Łysajka, które nawiązują do faktu, że wzgórze nie jest porośnięte lasem. Do dzisiaj nazwa Łysa Góra jest powszechnie używana i pojawia się na niektórych mapach czy w nazwie ścieżki przyrodniczo-edukacyjnej poprowadzonej na szczyt wzniesienia. Państwowy Rejestr Nazw Geograficznych klasyfikuje nazwę Łysa Góra jako nazwę oboczną.
Na niektórych mapach wzniesienie widnieje pod nazwą Strażnik.

## Roślinność
Kłobucznik jest wzgórzem wyspowym znajdującym się we wschodniej części Bielawy. Wyróżnia się spośród innych wzgórz tym, że nie jest porośnięte lasem, występują na niej zarośla mające charakter czyżni, utworzone głównie ze śliwy tarniny, głogu jednoszyjkowego, dzikiej róży i jeżyny fałdowanej.
Szczyt wzniesienia i stok południowo-zachodni porośnięte są roślinnością kserotermiczną, która zadomowiła się tutaj dzięki dużemu nachyleniu terenu. Rośnie tu dziewięćsił bezłodygowy, roślina objęta ochroną.

## Aktywność człowieka
W Bielawie działa klub paralotniarzy „Bielik”, który organizuje zawody i szkolenia paralotniarskie. Od 2008 roku do 2010 roku rozgrywane były na Kłobuczniku międzynarodowe zawody kolarstwa górskiego w ramach Lang Team Grand Prix MTB.
Na szczyt góry prowadzi ścieżka przyrodniczo-edukacyjna – „Łysa Góra”.